# Mistrzostwa Świata w Piłce Nożnej 2014 (eliminacje strefy CAF)/Grupa H

## Tabela
| Lp. | Drużyna  | M | Mecze | Mecze | Mecze | Bramki | Bramki | Bramki | Pkt |
| Lp. | Drużyna  | M | W     | R     | P     | +      | −      | +/−    | Pkt |
| --- | -------- | - | ----- | ----- | ----- | ------ | ------ | ------ | --- |
| 1.  | Algieria | 6 | 5     | 0     | 1     | 13     | 4      | +9     | 15  |
| 2.  | Mali     | 6 | 2     | 2     | 2     | 7      | 7      | 0      | 8   |
| 3.  | Benin    | 6 | 2     | 2     | 2     | 8      | 9      | −1     | 8   |
| 4.  | Rwanda   | 6 | 0     | 2     | 4     | 3      | 11     | −8     | 2   |

## Mecze
Czas:CET
| 2 czerwca 2012 21:30 | Algieria · Feghouli 26' · Soudani 32', 83' · Slimani 80' | 4:0(2:0) | Rwanda | Stade Mustapha Tchaker, Al-Bulajda Widzów: 20,000 Sędzia: Bakary Gassama |
|                      |                                                          |          |        |                                                                          |

| 3 czerwca 2012 17:00 | Benin · Omotoyossi 18' | 1:0(1:0) | Mali | Stade de l’Amitié, Kotonu Widzów: 20,000 Sędzia: Janny Sikazwe |
|                      |                        |          |      |                                                                |

| 10 czerwca 2012 15:30 | Rwanda · Bokota 88' (k) | 1:1(0:0) | Benin · 73' Omotoyossi | Stade Amahoro, Kigali Widzów: 15,000 Sędzia: Tessema Bamlak |
|                       |                         |          |                        |                                                             |

| 10 czerwca 2012 21:00 | Mali · N’Diaye 30' · Maïga 80' | 2:1(1:1) | Algieria · 7' Slimani | Stadion 4 Sierpnia, Wagadugu (Burkina Faso) Widzów: 5,847 Sędzia: Daniel Bennett |
|                       |                                |          |                       |                                                                                  |

| 24 marca 2013 14:30 | Rwanda · Kagere 37' | 1:2(1:0) | Mali · 50' Samassa · 55' Traoré | Stade Amahoro, Kigali Widzów: 10,000 Sędzia: Rajindraparsad Seechurn |
|                     |                     |          |                                 |                                                                      |

| 26 marca 2013 20:30 | Algieria · Feghouli 10' · Taider 60' · Slimani 90+2' | 3:1(1:1) | Benin · 26' Gestede | Stade Mustapha Tchaker, Al-Bulajda Widzów: 32,000 Sędzia: Hamada Nampiandraza |
|                     |                                                      |          |                     |                                                                               |

| 9 czerwca 2013 17:00 | Benin · Gestede 31' | 1:3(1:2) | Algieria · 38', 42' Slimani · 78' Ghilas | Stade Charles de Gaulle, Porto-Novo Widzów: 8,000 Sędzia: Néant Alioum |
|                      |                     |          |                                          |                                                                        |

| 9 czerwca 2013 20:00 | Mali · N’Diaye 78' | 1:1(0:1) | Rwanda · 33' Kagere | Stade 26 mars, Bamako Widzów: 30,000 Sędzia: Mohamed Said Kordi |
|                      |                    |          |                     |                                                                 |

| 16 czerwca 2013 15:30 | Rwanda | 0:1(0:0) | Algieria · 52' Taider | Stade Amahoro, Kigali Widzów: 15,000 Sędzia: Yakhouba Keita |
|                       |        |          |                       |                                                             |

| 16 czerwca 2013 20:00 | Mali · Samassa 15' (k) · Diabaté 69' | 2:2(1:2) | Benin · 8' Sessègnon · 32' Omotoyossi | Stade 26 mars, Bamako Widzów: 30,000 Sędzia: Bouchaib El Ahrach |
|                       |                                      |          |                                       |                                                                 |

| 8 września 2013 17:00 | Benin · Poté 36' · Babatunde 53' | 2:0(1:0) | Rwanda | Stade Charles de Gaulle, Porto-Novo Widzów: 16,872 Sędzia: Aboubacar Bangoura |
|                       |                                  |          |        |                                                                               |

| 10 września 2013 21:30 | Algieria · Soudani 51' | 1:0(0:0) | Mali | Stade Mustapha Tchaker, Al-Bulajda Widzów: 23,500 Sędzia: Eric Otogo-Castane |
|                        |                        |          |      |                                                                              |